# Impatiens humilis
Impatiens humilis är en balsaminväxtart som beskrevs av Joseph Dalton Hooker. Impatiens humilis ingår i släktet balsaminer, och familjen balsaminväxter. Inga underarter finns listade i Catalogue of Life.